# Radiografija predmeta kulturne baštine
Radiografija predmeta kulturne baštine koristi se kako bi ostvarili uvid u inače nevidljive detalje predmeta kulturne baštine. Dobivene informacije pak mogu biti korištene bilo od strane konzervatora restauratora bilo od kustosa zaduženog za zbirku kojoj predmet pripada. Tehnika se najčešće koristi na slikama te metalnim predmetima, no može se koristiti i za druge materijale. Osim u analitičke svrhe koristi se i za uništavanje štetnika.

## Uporaba
Prije svega se tehnika koristi na objektima od kompaktnijih materijala. Osnovna je prednost tehnike njena neinvazivnost, odnosno nedestruktivna priroda. Primjerice kod slika i tekstila koriste se razine zračenja koje su i niže od onih korištenih u medicini. No osoblje koje izvodi ova ispitivanja mora obavezno biti primjereno zaštićeno. Danas je uporaba ove tehnike u potpunosti prihvaćena od strane konzervatora restauratora, povjesničara umjetnosti i arheologa. Sve vodeće svjetske muzejske institucije provode radiografska istraživanja predmeta u svojim zbirkama - spomenimo samo muzej Viktorije i Alberta u Londonu kao vodeći primjer.

## Radiografija slika
Konzervatori i povjesničari umjetnosti često koriste radiografske tehnike kako bi došli do golim okom nedostupnih podataka. Sastav korištenih materijala, eventualne preinake, kao i tehnika slikanja mogu se detaljno razjasniti korištenjem radiografskih tehnika. Između ostalog ove tehnike koriste se i za identifikaciju krivotvorenih umjetnina. U principu se za radiografiju slika koriste uređaji kakvi se koriste i u medicini.

### Primjeri uporabe
Radiografsko istraživanje Gentskog oltara naslikanog od strane Jana Van Eycka, iz katedrale u Ghentu pokazalo je strukturu te detalje kompozicijske šeme koju je slikar koristio. Snimanje je provedeno između 2010. i 2011. godine, te je financirano od strane Getty fundacije. Snimanje je provedeno kao priprema za konzervatorsko restauratorske radove na oltaru.
Rembrantova slika voditelja suknarskog ceha naslikana je 1662. godine. Snimanje je pokazalo da autor više puta mijenjao kompoziciju, te raspored portretiranih osoba.

## Skulpture i drugi trodimenzionalni objekti
Radiografija nam kod ove vrste predmeta kod primjerice gipsanih odljeva može dati bolji uvid u unutarnju strukturu istih. No ovdje često i uviđamo ograničene mogućnosti opreme za snimanje ovih predmeta, prije svega zbog konfiguracije i veličine istih. Radiografsko nam snimanje može dati uvid u eventualna napuknuća, te popravke i dopune na predmetima od netransparentnog stakla ili keramike. Također omogućava bolji uvid u procese korištene za izradu objekata, ali i bolji i jasniji uvid u njihovu unutarnju strukturu.

## Tekstil
Kod tekstilnih predmeta radiografijom dobivamo detaljne informacije o slojevima predmeta te uzorcima spojnih šavova, kao i eventualno korištenje drugih materijala korištenih pri izradi objekta.

## Arheološki predmeti
I u arheologiji su brojni primjeri korisnosti radiografije. Kod blokova tla moguće je čak rekonstruirati od strane erozije uništene i oku nevidljive objekte. Potpuno prokodirani metalni predmeti također postaju dostupni za proučavanje te procjenu njihova izvornog stanja. Industrijski i medicinski radiografijski uređaji sve se češće koriste za analizu arheoloških nalaza.

## Vanjske poveznice
1. Casali,F.X-ray digital radiography and computed tomography for cultural heritage
2. X -ray techniques in investigations of the objects of cultural heritage
3. Frane Mihanović - svjetski pionir iz Splita u radiografskim istraživanjima u restauraciji
4. Rorimer, J. J. 1931. Ultra-Violet Rays and Their Use in the Examination of Works of Art